# Емилија Ђонин
Емилија Ђонин (18. август 2000, Вршац) српска је певачица, музичарка и композиторка. Представљала је Србију на Дечјој песми Евровизије 2014. године.
Емилија долази из музичке породице, бави се певањем од детињства и учествовала је на бројним фестивалима широм Србије. Завршила је средњу музичку школу, бави се и свирањем клавира. Године 2011. учествовала је у ТВ емисији Ја имам таленат! и заузела друго место. Представљала је Србију на Дечјој песми Евровизије 2014. са песмом Свет у твојим очима, коју је и компоновала уз помоћ Драгана Илића. Освојила је 10. место. Свира клавијатуре у бенду Иве Лоренс. Компоновала је музику за представу београдског Битеф театра. Појавила се у музичком споту за песму Еегора Ахедонизам. Завршила је Факултет примењених уметности у Београду.

## Дискографија

### Синглови
- Чудо [Планета Грувлентд!] (2012)
- Свет у твојим очима (2014)